# Караулбазарський район
Караулбазарський район (узб. Қоровулбозор тумани, Qorovulbozor tumani) — район у Бухарській області Узбекистану. Розташований у південно-східній частині області. Утворений 12 січня 1993 року. Центр — місто Караулбазар.
| Узбекистан | Це незавершена стаття з географії Узбекистану. Ви можете допомогти проєкту, виправивши або дописавши її. |